# Kulen Vakuf
Kulen Vakuf es un pueblo ubicado en el municipio de Bihać, en el cantón de Una-Sana, Bosnia y Herzegovina.

## Superficie
Posee una superficie de 9,90 kilómetros cuadrados.

## Demografía
Hasta 2013 la población era de 457 habitantes, con una densidad de población de 46,2 habitantes por kilómetro cuadrado.